# 관악로
관악로(冠岳路)는 서울특별시 관악구 대학동 서울대학교 정문에서 시작하여 관악구와 동작구의 경계 (봉현초등학교 부근)을 잇는 도로로 총 연장은 3.1Km이다.
본래 상도역과 상도터널을 통해 동작구 본동 가칠목 (노들역) 까지를 잇던 도로였으나, 2010년에 구 경계부터 상도역까지의 구간은 상도로로, 상도역에서 본동 가칠목 사이 구간은 양녕로로 편입되면서 노선이 단축되었다.

## 경유지
서울특별시
- 관악구

## 노선
- 서울대학교 - 서울관악경찰서, 관악소방서 - 관악구청- 서울대입구역(남부순환로) - 봉천로사거리 - 봉천중앙시장 - 은천삼거리 - 봉천고개 (살피재) - 서울봉현초등학교(상도로, 성현로)

## 연결 도로
이 도로의 기점인 서울대학교에서 신림로와 직결되며, 종점인 봉현초등학교 구 경계에서 상도로와 직결된다.

## 사진

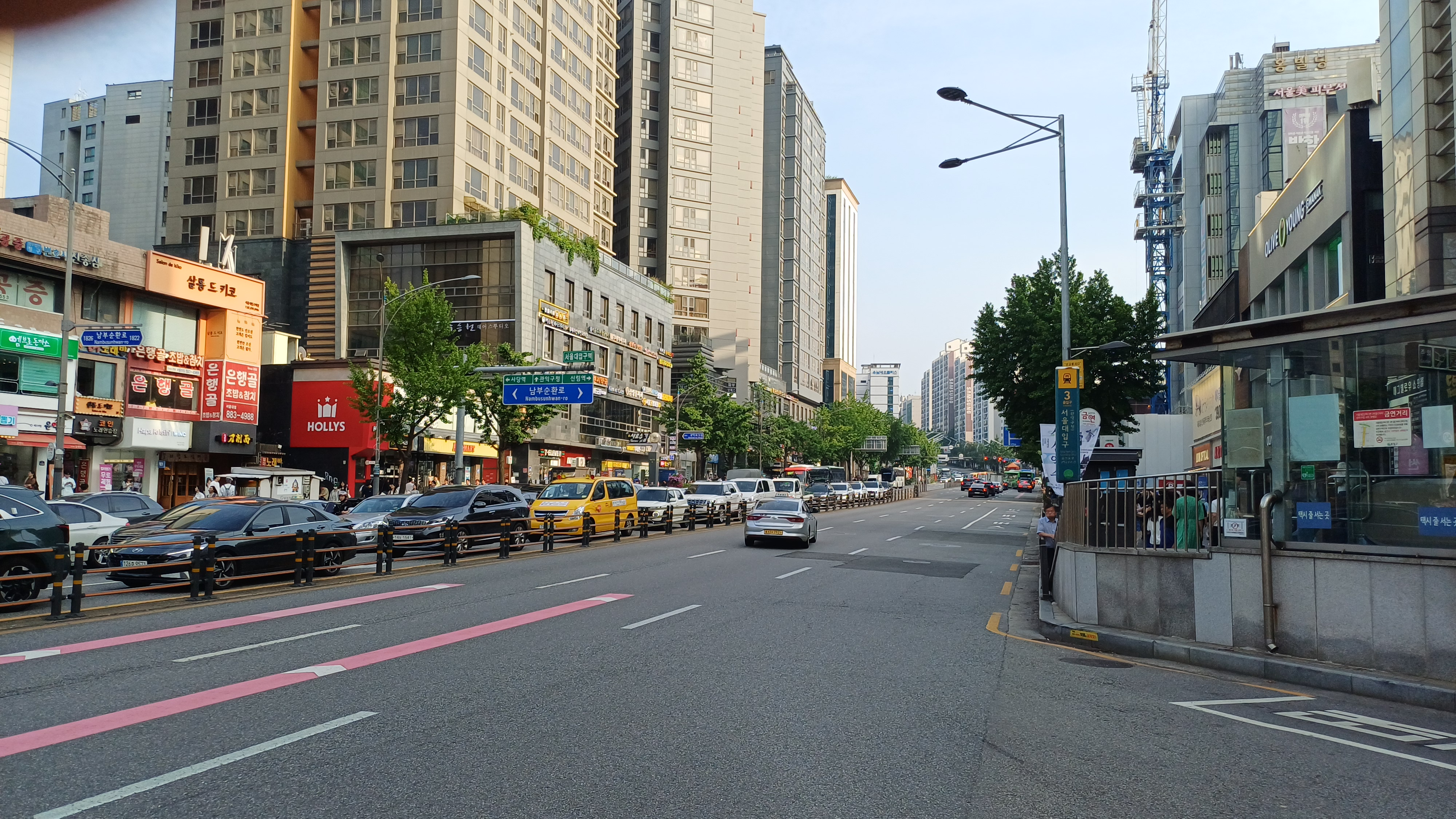
남부순환로 교차 지점, 서울대입구역3번출구 앞
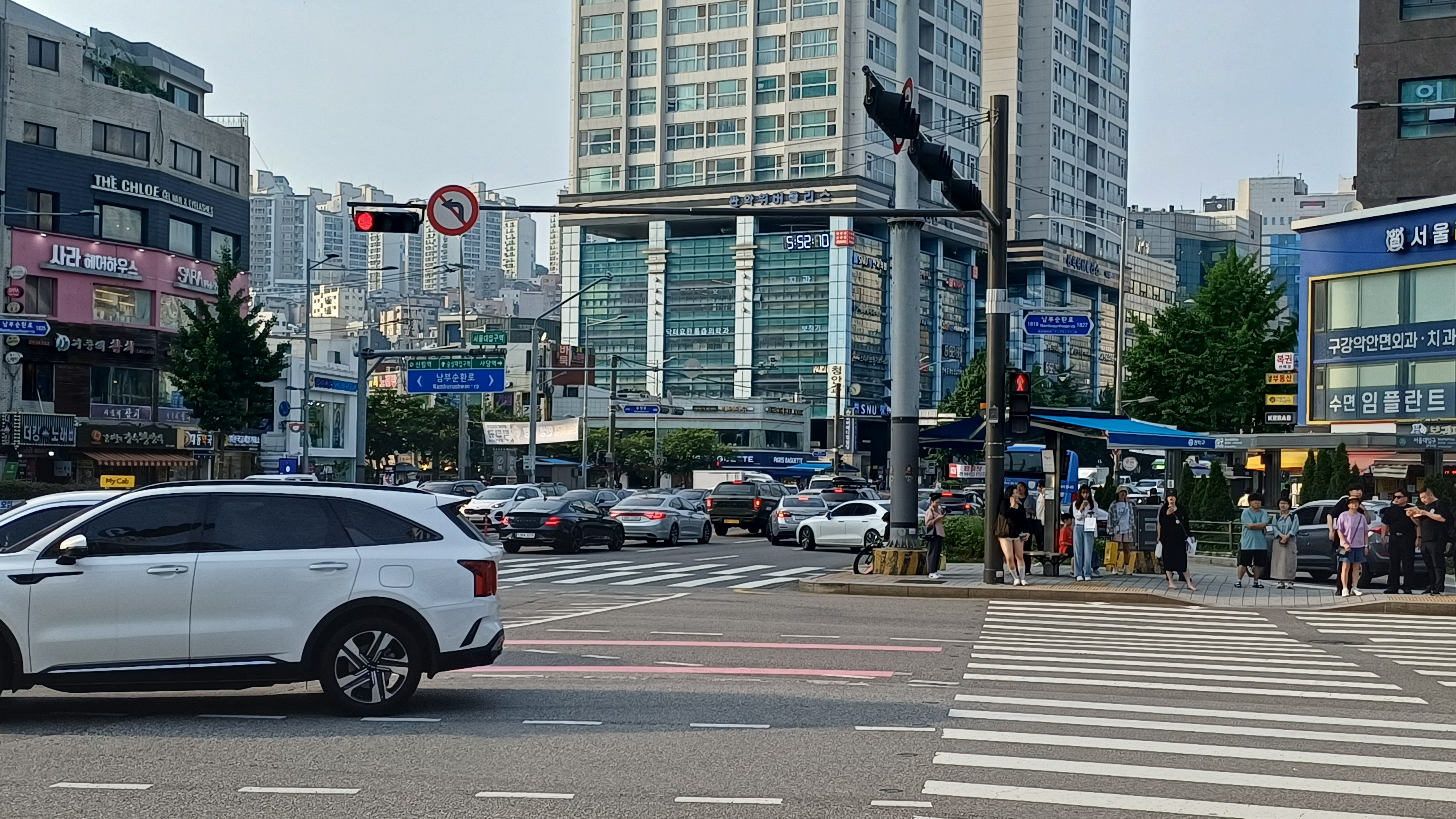
남부순환로 교차 지점

## 같이 보기
- 상도로
- 신림로